# Savina Yannatou

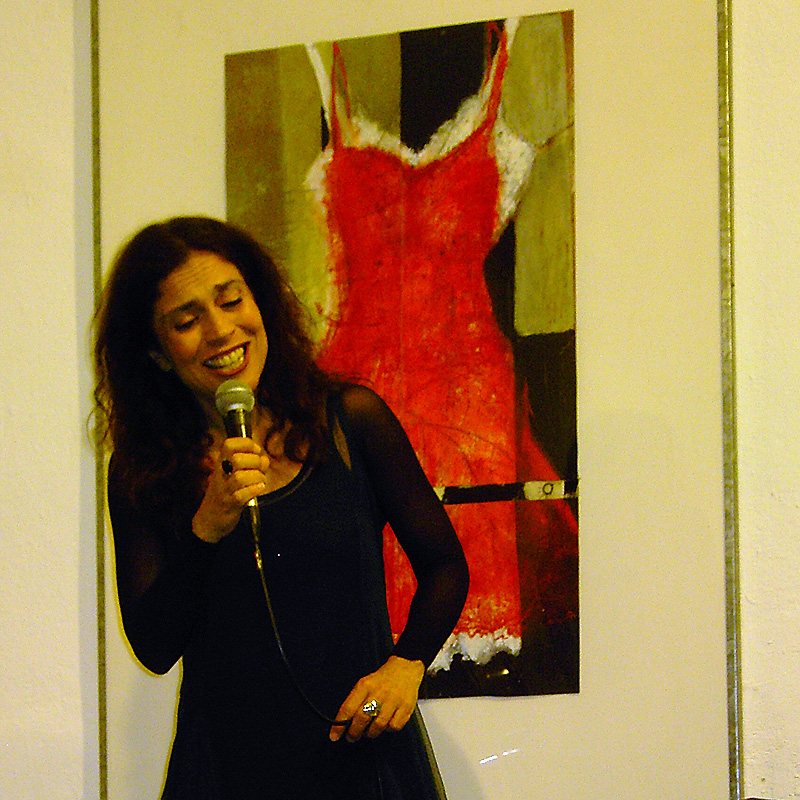
Savina Yannatou bei einem Konzert im ort e.V Wuppertal, April 2009

Savina Yannatou (griechisch Σαβίνα Γιαννάτου Savína Giannátou; * 16. März 1959 in Athen) ist eine griechische Sängerin und Komponistin.

## Leben und Wirken
In ihrer Jugend hatte sie einige Jahre Unterricht in klassischer Gitarre und sang im Chor. Als Erwachsene studierte Yannatou Gesang am Nationalkonservatorium von Athen bei Gogo Georgilopoulou und an Spyros Sakkas’ Studio für Gesang, daneben auch Musiktheorie bei Alexandros Enian und Gitarre bei Gerasimos Eliaresis. Danach besuchte sie als Postgraduierte die Guildhall School of Music and Drama in London. Seit 1979 arbeitete sie professionell als Sängerin.
1980 erschien ihre erste CD Edo Lilipouli mit Kinderliedern, 1985 folgte Nanourismata mit Schlaf- und Wiegenliedern. Daneben trat sie in Werken moderner griechischer Komponisten wie der Oper Erotokritos und Aretousa von Nikos Mamangakis auf und machte sich einen Namen als Interpretin von Werken der Vorklassik. Seit 1983 arbeitete sie mit dem Studio für Alte Musik, das Werke des Mittelalters, der Renaissance und des Barock auf historischen Instrumenten aufführt.
Mit der CD Aniksi sti Saloniki (Primavera en Salonico) nahm sie sich der Tradition der sephardischen Musik an, wie sie durch den Kantor David Saltiel erhalten wurde. Daraus entstand das Ensemble Primavera in Saloniko mit Kyriakos Gouventas, Yannis Alexandris, Mihalis Siganidis, Harris Lambrakis und Kostas Theodorou unter Leitung von Kostas Vomvolos, das sich der Musik der Mittelmeerraumes und des Mittleren Ostens widmet. 1998 erschien deren erste CD mit Liedern des Mittelmeeres. 
Weiterhin ist Yannatou eine namhafte Interpretin der klassischen Weltmusik und legte mit dem Album Rosa das Rosas (2000) eigene Kompositionen für elektronische Musik vor. Sie komponierte Musiken für das Theater, den Tanz und für Videowerke und hat mit Musikern wie Peter Kowald oder Barry Guy (Attikos, 2010) improvisiert. Im Filmprojekt Der Raub der Sabinerinnen von Eve Sussman & The Rufus Corporation, das Anfang 2007 im Hamburger Bahnhof – Museum für Gegenwart in Berlin gezeigt wurde, tritt sie als Sängerin auf. Günter Baby Sommer holte sie als Interpretin seines Requiems Songs for Kommeno (2012). Zu hören ist sie u. a. auch auf Barry Guys Album All This This Here (2023).

## Diskografie
- 1980/81: Edo Lilipouli
- 1981: Sabotage, Kompositionen von Lena Platonos
- 1982: Karyotakis: dreizehn Lieder, Gedichte von Kostas Karyotakis, vertont von Lena Platonos
- 1983: To '62 tou Manou Chatzidaki
- 1985: Nanourismata, Orchestersatz von Nikos Kypourgos
- 1985: Mila mou jia mila
- 1985: I Icho ke ta lathi tis
- 1985: Erotokritos ke Aretoussa
- 1985: O Odysseas sto potami
- 1986: Zei o vasilias Alexandros
- 1986: Minimal suite - Double image
- 1986: En Athinais
- 1994: Masko mit Nikos Touliatos
- 1995: Anixi sti Saloniki - Sefarditika laika tragoudia mit der Gruppe Primavera en Salonico
- 1997: Anapnoes, Texte und Komposition von Lena Platonos
- 1997: Apocheretismi tis thalassas
- 1998: Tragoudia tis Mesogiou, mit der Gruppe Primavera en Salonico
- 1999: Panagies tou Kosmou mit der Gruppe Primavera en Salonico
- 2000/01: Rosa das Rosa (Lyra / Musurgia Graece)
- 2002: Terra nostra mit der Gruppe Primavera en Salonico (ECM)
- 2002: Pao na po sto synnefo. Savinna Yannatou Sings Manos Hadjidakis (Lyra)
- 2005: Sumiglia mit der Gruppe Primavera en Salonico (ECM)
- 2007: Mousiki domation
- 2008: Songs of an Other mit der Gruppe Primavera en Salonico (ECM)
- 2009: Antonis Anissegos, Thymios Atzakas, Savina Yannatou, Michalis Siganidis mit Maria Thoidou Soma
- 2015: Songs of Thessaloniki mit der Gruppe Primavera en Salonico (ECM)
- 2020: Savina Yannatou, Joana Sá Ways of notseeing  (Clean Feed)
- 2025: Watersong mit der Gruppe Primavera en Salonico und Lamia Bedioui (ECM)

Beteiligung an Werken Anderer (Auswahl)
- 1998: Andreas Georgiou Vananda , (mit Floros Floridis, Eberhard Weber, Kora Michaelian)
- 2002/03: Andréas Georgiou Asate (mit Eberhard Weber, Harris Lambrakis, Airto Moreira)
- 2012: Günter Baby Sommer Songs for Kommeno (Intakt, mit Floros Floridis, Evgenios Voulgaris, Spilios Kastanis)
- 2024: Savina Yannatou / Julius Gabriel / Agustí Fernández / Barry Guy / Ramón López: In the Light of the Current Myth